# 塔集镇
塔集镇，是中华人民共和国江苏省淮安市金湖县下辖的一个乡镇级行政单位。2018年7月撤销闵桥镇、塔集镇，设立新的塔集镇。以原闵桥镇、塔集镇所辖区域为塔集镇行政区域，塔集镇人民政府驻闵桥村委会境内，办公地址为建设路1号。

## 行政区划
塔集镇下辖以下地区：
古镇社区、庙沟社区、闵桥社区、双庙村、药王村、太平村、甫坝村、施尖村、金桥村、小桥村和横桥村、宝塔社区、夹沟社区、东方红社区、陆河村、高桥村、联合村、新华村、岔河村、安乐村、三柳村、双桥村、金平村和龚河村。